# Yakuza 4
Yakuza 4 (яп. 龍が如く4 伝説を継ぐもの Рю: га Готоку 4 Дэнсэцу о Цугумоно, «Подобный дракону 4: Преемник легенды») — компьютерная игра, разработанная компанией CS1 Team (известная как Amusement Vision) и выпущенная Sega. Часть серии Yakuza. Изначально игра была выпущена для игровой приставки PlayStation 3 в 2010 году и впоследствии переиздана для PlayStation 4, Xbox One и Windows.

## Геймплей
Как и в игре Yakuza, большая часть действия происходит в Камуротё (яп. 歌舞伎町) (или Камуро-Сити), специальном районе Токио Синдзюку, а также на острове Окинава, архипелаг Рюкю, где происходил сюжет игры Yakuza 3.
В игру были добавлены ещё три локации — крыши домов, закоулки Камуротё, известные как Родзиура (яп. 路地 里), и область под названием Тика (яп. 地下), в которую входят канализация города, место для стоянки и торговые ряды. Эта область также известна как Камутика (яп. カム チカ).

### Персонажи

Главные персонажи игры (слева направо): Сюн Акияма, Тайга Саэдзима, Кадзума Кирю и Масаёси Танимура.

Кроме Кадзумы Кирю, протагониста игры Yakuza, введены ещё три новых главных героя — это Масаёси Танимура, Сюн Акияма и Тайга Саэдзима. Помимо главных персонажей в игре присутствуют детектив Токийского департамента Дзюндзи Сугиути, один из клана якудзы Хироаки Араи, высокопоставленный офицер полиции Сэйсиро Мунаката и женщина по имени Лили. Вернулись и Харука Савамура, Горо Мадзима, Макото Датэ, Дайго Додзима и Го Хамадзаки.

### Приключенческий режим
Доступны мини-игры: патинко, рыбалка, онсэн, настольный теннис, ханафуда и караоке. Появилась игра «Желание Харуки», в которой игрок должен выполнять действия для повышения уровня доверия к Харуки.
Каждый герой имеет свою игру и цели, которая должна быть завершена на 100 %, большинство из которых связаны с трофеем.
Акияма может проходить миссию «Дружба» (яп. 馴染み Надзими). В ней необходимо у неигрового персонажа или некоторых владельцев магазинов покупать предметы, став постоянным клиентом. Эти персонажи будут помогать вам в начале сражения.
Другая миссии Акиямы — Создание хозяйки № 1 (яп. № 1 キャバ 嬢 を つくろう！ № 1 Кябадзё о Цукуро!). Здесь надо тренировать девиц, чтобы превратить их в изысканных и высокооплачиваемых собеседниц.
Миссией Саэдзимы, «Создание бойца!» (яп. 格闘 家 を つくろう! Какутока о Цукуро!), является подготовка бойцов для участия в турнирах, длящийся 50 раундов обучения.
Миссия Танимуры, «Решение проблем полиции с помощью радио» (яп. 警察 無線 トラブル 解決 バトル Кэйсацу Мусэн Торабуру Кайкэцу Батору). Целью миссии является сохранение мира на улицах Камуротё; иногда о происшествиях можно услышать по радио. Игрок должен победить преступника.
В миссии Кирю, «Команда встречного боя» (яп. チームエンカウントバトル), будут атаковать различные банды со всего города. Чтобы победить, надо добраться до лидера банды. Всего существует семь банд.

### Битва
Каждый персонаж имеет свой собственный стиль ведения боя и специальные движения. Игровой движок особенно расширяет «Битва преследования» (англ. Chase Battle), благодаря чему появилась возможность использовать предметы в качестве оружия во время погони. Игроку больше не нужно удерживать кнопку «R2» для спринта, как в Yakuza, так как персонажи теперь будут автоматически бежать на полной скорости.

## Саундтрек
Главная тема игры, играющая во время вступительного ролика при запуске игры, называется «Butterfly City», исполняемая таким составом: вокал — Zeebra, слова — Ryo the Skywalker и Mummy D., музыка — DJ Hasebe. Саундтрек был выпущен лейблом Ariola Japan (подразделением компании Sony Music Entertainment) 17 марта 2010 года. В этот же день был выпущен саундтрек с обычные изданием. Ограниченным тиражом был выпущен специально для прессы, в том числе видеобонус на DVD и обложка с изображением Кадзумы Кирю.
| №                   | Название                             | Музыка                    | Длительность |
| ------------------- | ------------------------------------ | ------------------------- | ------------ |
| 1.                  | «For Faith»                          | Хидэнори Сёдзи            | 3:32         |
| 2.                  | «Roarless Dragon»                    | Хидэнори Сёдзи            | 1:56         |
| 3.                  | «Sadness»                            | Кэнъити Токои             | 2:41         |
| 4.                  | «Glee»                               | Кэнъити Токои             | 2:52         |
| 5.                  | «Mood of disquiet»                   | Юри Фукуда                | 2:18         |
| 6.                  | «Funny»                              | Ёсио Цуру                 | 3:15         |
| 7.                  | «Skirmish «Another»»                 | Хидэнори Сёдзи            | 2:15         |
| 8.                  | «Underground Dazzling Star «Neo»»    | Хидэнори Сёдзи            | 2:15         |
| 9.                  | «Underground Dazzling Star «Mashup»» | Хидэнори Сёдзи            | 3:06         |
| 10.                 | «Whiskey & Rhapsody»                 | Мицухару Фукуяма          | 3:04         |
| 11.                 | «Nervousness»                        | Ясухиро Такаги            | 3:47         |
| 12.                 | «Fang Marked Viper»                  | Кэнъити Токои             | 2:41         |
| 13.                 | «Spicy Brass Squad»                  | Мицухару Фукуяма          | 3:22         |
| 14.                 | «Rebellions»                         | Ясухиро Такаги            | 2:47         |
| 15.                 | «Speed Star»                         | Хидэнори Сёдзи            | 2:54         |
| 16.                 | «Theme of Saigoh»                    | Кэнъити Токои             | 2:37         |
| 17.                 | «All my pride»                       | Мицухару Фукуяма          | 2:32         |
| 18.                 | «Massive Fire»                       | 金谷 裕一                 | 2:13         |
| 19.                 | «Theme of Sennin»                    | Кэнъити Токои             | 2:58         |
| 20.                 | «Receive and Bite You»               | Хидэнори Сёдзи, 金谷 裕一 | 2:59         |
| 21.                 | «Infinite Handcuff»                  | Тихиро Аоки               | 2:40         |
| 22.                 | «Broken Police Radio»                | Ёсио Цуру, 井関 隆        | 3:11         |
| 23.                 | «Theme of Naile»                     | Кэнъити Токои             | 3:20         |
| 24.                 | «to the abyss»                       | Мицухару Фукуяма          | 2:37         |
| 25.                 | «Teufel mit Liebe»                   | Тихиро Аоки               | 2:51         |
| 26.                 | «The Myth»                           | Хидэнори Сёдзи            | 2:53         |
| 27.                 | «gang of gangs»                      | Такахиро Кай              | 3:29         |
| 28.                 | «Smile Venomously»                   | Хидэнори Сёдзи            | 3:34         |
| 29.                 | «Criminal Delights»                  | Хидэнори Сёдзи            | 2:09         |
| 30.                 | «Material Delights»                  | Хидэнори Сёдзи            | 3:15         |
| 31.                 | «Geist Obscuration»                  | Хидэнори Сёдзи            | 2:58         |
| 32.                 | «Solitude»                           | Мицухару Фукуяма          | 4:24         |
| 33.                 | «Four Face»                          | Хидэнори Сёдзи            | 4:04         |
| 34.                 | «Four Faith»                         | Хидэнори Сёдзи            | 2:24         |
| 35.                 | «For Face»                           | Хидэнори Сёдзи            | 2:54         |
| 36.                 | «For Faith» (Instruments)            | Хидэнори Сёдзи            | 3:07         |
| 37.                 | «Receive You The Ballad»             | Хидэнори Сёдзи            | 3:41         |
| 38.                 | «The Finale»                         | Минако Сэки               | 4:48         |
| Общая длительность: | Общая длительность:                  | Общая длительность:       | 114:23       |

| №                   | Название                                           | Музыка                 | Длительность |
| ------------------- | -------------------------------------------------- | ---------------------- | ------------ |
| 1.                  | «Hymn of lingerie»                                 | Юри Фукуда             | 0:32         |
| 2.                  | «Fighting Fighter»                                 | 興野 亮平              | 4:28         |
| 3.                  | «My Hero»                                          | Хидэнори Сёдзи         | 0:54         |
| 4.                  | «New Serena»                                       | 金谷 裕一              | 2:15         |
| 5.                  | «Casino»                                           | Тихиро Аоки            | 2:51         |
| 6.                  | «JeweL»                                            | Flarewave Sound System | 3:06         |
| 7.                  | «SHINE»                                            | Flarewave Sound System | 2:21         |
| 8.                  | «Fish On! ver.2»                                   | Ёсио Цуру              | 2:26         |
| 9.                  | «Big Fish On!!»                                    | Ёсио Цуру              | 2:22         |
| 10.                 | «BOXCELIOS»                                        | Хидэнори Сёдзи         | 6:11         |
| 11.                 | «BOXCELIOS II»                                     | EIJI                   | 3:40         |
| 12.                 | «Standard Massage»                                 | SEGA                   | 2:42         |
| 13.                 | «Hi-Grade Massage»                                 | SEGA                   | 2:40         |
| 14.                 | «VIP Massage»                                      | SEGA                   | 2:38         |
| 15.                 | «Hyper Masage»                                     | Love Sound System      | 2:58         |
| 16.                 | «Delusion»                                         | Юри Фукуда             | 2:03         |
| 17.                 | «So Hot Ping-Pong» (Refine from the previous song) | Love Sound System      | 2:46         |
| 18.                 | «Eliese»                                           | Love Sound System      | 5:26         |
| 19.                 | «Be All Ears»                                      | scatgoto               | 2:53         |
| 20.                 | «Saturday Night ☆ Lover»                           | Хидэки Сакамото        | 2:28         |
| 21.                 | «summer memories»                                  | Хидэки Сакамото        | 1:50         |
| 22.                 | «The Whereabouts of a Finger»                      | Хидэки Сакамото        | 2:07         |
| 23.                 | «Shooting Star»                                    | Хидэки Сакамото        | 2:36         |
| 24.                 | «rain drops ~Rio~»                                 | Юри Фукуда             | 2:24         |
| 25.                 | «rain drops ~Shizuka Saito~»                       | Юри Фукуда             | 2:24         |
| 26.                 | «rain drops ~Noa Mizutani~»                        | Юри Фукуда             | 2:24         |
| 27.                 | «rain drops ~Himeka Kawasaki~»                     | Юри Фукуда             | 2:24         |
| 28.                 | «GET TO THE TOP! ~Maya Mori~»                      | Хидэнори Сёдзи         | 2:12         |
| 29.                 | «GET TO THE TOP! ~Chihiro Ikki~»                   | Хидэнори Сёдзи         | 2:13         |
| 30.                 | «GET TO THE TOP! ~Elena Aihara~»                   | Хидэнори Сёдзи         | 2:10         |
| 31.                 | «GET TO THE TOP! ~Haruka~»                         | Хидэнори Сёдзи         | 2:09         |
| 32.                 | «Kamuro Pure Love Song ~Kiryu & Maya~»             | Юри Фукуда             | 2:04         |
| 33.                 | «Kamuro Pure Love Song ~Kiryu & Shizuka~»          | Юри Фукуда             | 2:04         |
| 34.                 | «MachineGun Kiss»                                  | Юри Фукуда             | 1:46         |
| 35.                 | «Maiden Color my life»                             | Хидэнори Сёдзи         | 2:07         |
| Общая длительность: | Общая длительность:                                | Общая длительность:    | 90:34        |

## Озвучивание
| Персонаж         | Сэйю            |
| ---------------- | --------------- |
| Кадзума Кирю     | Такая Курода    |
| Масаёси Танимура | Хироки Наримия  |
| Сюн Акияма       | Коити Ямадэра   |
| Тайга Саэдзима   | Рикия Кояма     |
| Лили             | Мадзю Одзава    |
| Такэси Кидо      | Кэнта Киритани  |
| Дайго Додзима    | Сатоси Токусигэ |
| Го Хамадзаки     | Джордж Такахаси |
| Дзюндзи Сугиути  | Кэнъити Эндо    |
| Хироаки Араи     | Икки Савамура   |
| Сэйсиро Мунаката | Кинъя Китаодзи  |
| Горо Мадзима     | Хидэнари Угаки  |
| Харука Савамура  | Риэ Кугимия     |
| Хана             | Ая Хирано       |

## Разработка и выпуск
Впервые игра была анонсирована 24 июля 2009 года. Трейлер игры был продемонстрирован на Tokyo Game Show. Там же рассказали о новых персонажах игры: Масаёси Танимуре, Сюне Акияме и Тайге Саэдзиме. Разработчики объяснили введение новых персонажей тем, что таким образом решили сделать сюжет игры более захватывающим. 5 марта в PlayStation Store появилась демоверсия игры. Она включала в себя режим Story Mode с мини-игрой Boxcelios 2. В настоящее время демоверсия удалена.
На мероприятии The Game Awards 2020 было объявлено, что обновленная версия Yakuza 4, а также Yakuza 3 и Yakuza 5 будут выпущены одновременно на Xbox One и персональных компьютерах под управлением Windows 28 января 2021 года. Игры можно будет приобрести как в составе сборника Yakuza Remastered Collection, так и по отдельности.

## Оценки и мнения
| Сводный рейтинг       | Сводный рейтинг |
| Агрегатор             | Оценка          |
| --------------------- | --------------- |
| GameRankings          | 79,98 %         |
| Metacritic            | 79/100          |
| Иноязычные издания    |                 |
| Издание               | Оценка          |
| 1UP.com               | B+              |
| AllGame               | [ 13 ]          |
| Eurogamer             | 8/10            |
| Famitsu               | 38/40           |
| G4                    | 3/5             |
| GamePro               | [ 18 ]          |
| GameRevolution        | B+              |
| GameSpot              | 8,0/10          |
| GamesRadar+           | 8/10            |
| IGN                   | 6,5/10          |
| PSM3                  | 9,1/10 9,0/10   |
| Русскоязычные издания |                 |
| Издание               | Оценка          |
| «Страна игр»          | 8,0/10          |

Игра получила положительные отзывы критиков. Японский журнал Famitsu поставил оценку в 38 баллов из 40 возможных.
Положительные отзывы также получила игра и за пределами Японии. Критик из журнала GameSpot поставил игре 8 баллов из 10 возможных. Ему понравились новые герои; сюжет он оценил как мелодраму и жестокие драки. Из минусов отметили лёгкие бои, непримечательный звук и то, что основной сюжет можно увидеть только в кат-сценах. Сайт G4 назвали Yakuza 4 «странным зверем», объяснив, что игра колеблется между острой мелодрамой и эксцентричной комедией.
Российский журнал «Страна игр» поставил оценку игре в 8 баллов из 10 возможных. Он заявил: «Чтобы разобраться в сложностях сюжета Yakuza 4, необязательно проходить все предыдущие выпуски», однако в итоге своего обзора сказал, что игра «наверняка понравится не всем» из-за диалогов между персонажами, неторопливого сюжета и специфики мира.
Игра получила премию «За выдающиеся достижения» на Japan Game Awards 2010 и номинировалась «Лучшая игра в жанре action-adventure» на сайте Golden Joystick Award.
Благодаря высоким оценкам от критиков, игра стала «бестселлером». По всему миру было продано 850 тыс. копий игры.